# Marcel Raymond
Marcel Raymond (20 de diciembre de 1897 en Ginebra - 28 de noviembre de 1981) fue un crítico literario especializado en literatura francesa. Se le agrupa con la llamada Escuela de Ginebra.

## Biografía
Marcel Raymond estudió inicialmente en Ginebra, luego en la Sorbona de París, con los profesores Henri Chamard y Abel Lefranc. Se doctoró en 1927 con un estudio sobre el influjo de Pierre de Ronsard en la poesía francesa. Raymond luego estudió la poesía en Francia, a lo largo del siglo XIX, en un libro capital: De Baudelaire au surréalisme (1933).
Raymond fue a la Universidad de Leipzig, y a la Universidad de Basilea pero, en 1936, sucedió a Albert Thibaudet en la Universidad de Ginebra, en la que estuvo activamente hasta su retiro de la enseñanza en 1962. Allí hizo amistad con Georges Poulet y Albert Béguin, y más adelante con Jean Starobinski y Jean Rousset, de modo que su grupo con todos ellos fue denominado desde entonces la Escuela de Ginebra, de crítica literaria.
Escribió ensayos e hizo ediciones críticas de Montesquieu, Agrippa d'Aubigné, Victor Hugo y Paul Valéry. Tras la Guerra siguió con Pierre Bayle, Pierre de Ronsard, Arthur Rimbaud, Paul Verlaine, Senancour, Baudelaire, etc., si bien se centró especialmente en Jean-Jacques Rousseau, y participó con Bernard Gagnebin en la edición crítica de Rousseau para la Bibliothèque de la Pléiade.
Su obra más tardía incluye poesía (Poèmes pour l'absente dedicado a su mujer), obras autobiográficas (Le Sel et la cendre, Souvenirs d'un enfant sage), diarios (Le Trouble et la présence, Écrit au crépuscule), reflexiones (Par-delà les eaux sombres), y teoría literaria (Vérité et poésie, Être et dire).

## Obras
- 1928 - L'influence de Ronsard dans la poésie française (1550-1585) (reed. 1965)
- 1933 - De Baudelaire au surréalisme (reed. 1940)
- 1942 - Génies de France (antología)
- 1945 - Paul Valéry et la tentation de l'esprit (ensayo) (reed. 1964)
- 1948 - Le Sens de la qualité
- 1952 - Anthologie de la nouvelle française (antología)
- 1955 - Baroque et renaissance poétique, libro capital sobre la poética cláscia.
- 1964 - Vérité et poésie
- 1968 - La poésie française et le maniérisme, 1546-1610 (antología, con J.A. Steele)
- 1970 - Être et dire
- 1970 - Le Sel et la cendre (autobiográfica)
- Correspondencia con Georges Poulet (1950-1977)
- 1975 - Par-delà les eaux sombres
- 1976 - Souvenirs d'un enfant sage (autobiográfica)
- 1977 - Le Trouble et la présence
- 1980 - Écrit au crépuscule